# Malonne
Malonne (neerlandeză Maeslangen) este o localitate din comuna Namur, în Valonia, Belgia. Până în 1977 Malonne era o comună separată, după această dată fiind înglobată in comuna Namur teritoriul fiind organizat ca o secțiune a acesteia. 

## Istorie
Localitatea s-a dezvoltat pe lângă o mănăstire, înființată de sfântul Bertuin, în secolul al VII-lea. Începând cu 1006, călugării vor aparține de prințul-episcop din Liège, atât din punct de vedere politic, cât și spiritual, și vor deservi biserica sătucului unde locuiau mirenii ce munceau pentru călugări. După invazia normandă, mănăstirea a fost ocupată în 1147 de călugării augustinieni. Datorită faptului că era enclavă a Liège-ului în Comitatul Namur, Malonne devine un loc de refugiu pentru locuitorii Namurului urmăriți de lege. Locuitorii se amestecă și în Războiul vacii. În 1272, prințul-episcop de la Liège se plânge conetabilului din Namur, susținând că locuitorii Namurului intraseră în Malonne și-l bătuseră pe primar, ca să se amuze pe seama lui.
În Evul Mediu, Malonne a avut o economie bună. Exista un târg începând cu secolul al XIII-lea, apoi în 1302 are stingătorie de var; în 1431 o cărămidărie, în 1680 o fabrică de hârtie, apoi o mină de huilă. În epoca modernă apar și trei cariere de piatră și o balastieră.
Satul trăiește din lemnărit, dar stareții îi sărăcesc pe săteni; de aceea mai mulți stareți au fost judecați în tribunalul din Liège în 1683 și 1754. În 1792, la Revoluția franceză, călugării sunt alungați, iar satul eliberat. În 1797, mănăstirea va fi cumpărată de episcopia Namurului, care îi va instala pe Frații Școlilor Creștine. Biserica mănăstirii va deveni biserică parohială, iar câteva clădiri vor fi date parohiei.
În ziua de astăzi Malonne are un parc industrial, în decadență.

## Cultură și spiritualitate
Primul propovăduitor creștin a fost sfântul Bertuin, călugăr și episcop irlandez. Moaștele lui se află într-o raclă din fosta biserică mănăstirească.
În secolul al XX-lea a trăit la Malonne fratele Muțian, profesor de muzică la școala creștină. A fost canonizat în 1993 și declarat «patronul educatorilor». Moaștele lui au devenit în ultimul deceniu un loc de pelerinaj.